# Holding a Wolf by the Ears
Abandon Your Friends è il quarto album in studio del gruppo musicale statunitense From Autumn to Ashes, pubblicato nel 2007.

## Tracce
1. Deth Kult Social Club – 2:47
2. On the Offensive – 2:47
3. Recounts and Recollections – 3:02
4. Daylight Slaving – 3:38
5. Delusions of Grandeur – 2:58
6. Sensory Deprivation Adventure – 2:53
7. Everything I Need – 3:49
8. Underpass Tutorial – 3:20
9. Love It or Left It – 3:13
10. Travel – 3:01
11. A Goat In Sheep's Rosary – 3:47
12. Pioneers – 3:42

## Formazione
- Josh Newton - basso
- Jeff Gretz - batteria
- Brian Deneeve - chitarra
- Rob Lauritson - chitarra
- Francis Mark - voce, batteria